# Polyrhachis greensladei
Polyrhachis greensladei är en myrart som beskrevs av Kohout 1990. Polyrhachis greensladei ingår i släktet Polyrhachis och familjen myror. Inga underarter finns listade i Catalogue of Life.